# Phacelia fimbriata
Phacelia fimbriata är en strävbladig växtart som beskrevs av André Michaux. Phacelia fimbriata ingår i Faceliasläktet som ingår i familjen strävbladiga växter. Inga underarter finns listade i Catalogue of Life.